# متحف ألعاب بينانق
متحف ألعاب بينانق هو متحف ألعاب يقع في بينانق ماليزيا. يحتوي المتحف على أكثر من 110.000 لعبة ودمية وغيرها من الأشياء النادرة، يعد المتحف أكبر متحف ألعاب في العالم. افتتح المتحف على مساحة 1.000 متر مربع في عام 2005، في السجلات التوثيقية الماليزي يعتبر المتحف أول متحف ألعاب في البلاد. يزور المتحف ما يقارب 100.000 زائر كل عام.

## الجدول
ساعات العمل في المتحف يبدأ من الساعة 9:00 صباحًا حتي الساعة 06:00 مساءًا وبشكل يومي.

## التاريخ
تم تأسيس المتحف من قبل المهندس السيد لوه لين شينغ، بدأت فكرة تأسيسه للمتحف أثناء زيارته لمتحف الألعاب في مدينة لندن، وكانت أول لعبة يقوم بشرائها في عام 1973 كانت دمية باباي.

## أقسام المتحف
- كهف الديناصورات.
- غرفة أبطال الكتاب الهزلي.
- غرفة الخيال.
- غرفة الرعب.
- غرفة الوحوش.
- مجالات القتال.
- قاعة الجميلات.
- قاعة الكاريكاتير.
- قاعة المشاهير.
- قاعة روك الأساطير.
- قاعة الواقع الافتراضي.
- مجموعات حرب النجوم.

## المقتنيات
يضم المتحف أكثر من 110.000 لعبة ودمية. هناك أكثر من 30.000 لعبة أخرى يتم تخزينها في المتحف، حيث أن المتحف ليس كبيرًا بما يكفي لاستيعاب جميع الألعاب. تم الحصول على بعض الألعاب المعروضة في المتحف مباشرة من هوليوود.
يحتوي المتحف على الروبوت الياباني كاندام حيث يبلغ طوله 1.8 متر، والذي كلف تسعة آلاف رينغيت ماليزي. وتشمل المقتنيات الأخرى لحجم الحياة باتمان، إنديانا جونز، الرجل الحديدي، جاك سبارو، كينغ كونغ، كونغ فو باندا، لارا كروفت، ودمى فيلم شركة المرعبين المحدودة، باور رينجرز، المأمور وودي، شيرك، سيلفر سيرفر، سبايدرمان، سوبرمان، وول-ي، وغيرها.
تتضمن مجموعات الألعاب شخصيات ديزني مثل: مئة مرقش ومرقش، حياة حشرة، ليلو وستيتش، بيتر بان، بينوكيو، ودمى فيلم سنو وايت والأقزام السبعة، الرجل الأخضر (مارفل)، الأسد الملك، الحورية الصغيرة. شملت المقتنيات أيضًا: باربي، دورايمون، سلسلة دراغون بول، فنتاستك فور، وحش فرانكنشتاين، غارفيلد، ودمى لوني تيونز، مستر بين، جميع دمى البوكيمون، سنوبي، دمى دبليو دبليو إي، إكس مان، وغيرها الكثير.
تم تزيين جدران وسقف المتحف بطابع وشكل مصري، تميز هذا الشكل بتماثيل فرعون وتماثيل أبي الهول.